# جرم‌یابی دستگاه تلفن‌همراه

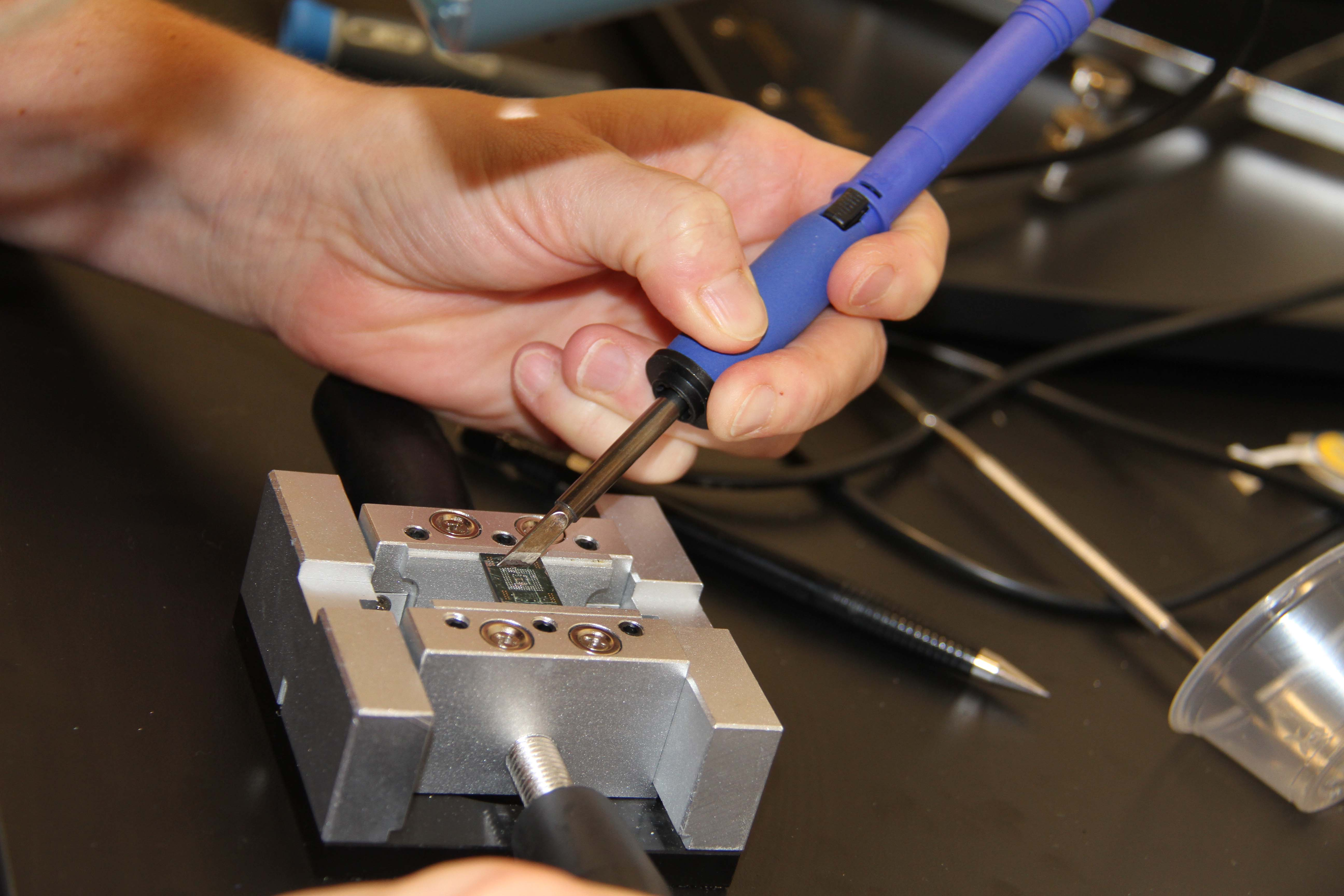
کارشناس پزشکی قانونی یک دستگاه تلفن همراه که در تحقیقات کشف و ضبط شده بود را بررسی می کند. کارشناسان پزشکی قانونی دیجیتال از موارد DSS با تجزیه و تحلیل رایانه ها، دستگاه های تلفن همراه و سایر فناوری ها برای شواهد فعالیت مجرمانه استفاده می کنند.

جرم‌یابی دستگاه تلفن‌همراه (انگلیسی: Mobile device forensics) شاخه‌ای از جرم‌یابی قانونی دیجیتال است که به بازیابی شواهد یا داده‌های دیجیتال از یک دستگاه تلفن‌همراه در شرایط کاملاً قانونی مربوط می‌شود. عبارت دستگاه تلفن همراه معمولاً به موبایل اشاره دارد، اما می‌تواند به هر دستگاه دیجیتالی که هم حافظه داخلی و هم توانایی ارتباطی دارد اطلاق شود؛ از جمله دستگاه‌های پی‌دی‌ای، دستگاه‌های جی‌پی‌اس و تبلت‌ها.
برخی از شرکت‌های موبایل اقدام به کپی‌برداری از مدل گوشی‌های دیگر کردند، بنابراین هر ساله شاهد ورود بسیاری از مدل‌های جدید هستیم که گامی رو به جلو برای نسل‌های بعدی است. فرایند شبیه‌سازی تلفن‌های همراه در جرم و جنایت شناخته شده بود، اما مطالعه علوم قانونی دستگاه‌های تلفن همراه یک زمینه نسبتاً جدید است که از اواخر دهه ۱۹۹۰ و اوایل دهه ۲۰۰۰ شروع شده است. گسترش تلفن‌ها (به‌ویژه تلفن‌های هوشمند) و سایر دستگاه‌های دیجیتال در بازار مصرف باعث تقاضا برای بررسی قانونی دستگاه‌ها شد که با تکنیک‌های علوم قانونی رایانه‌ای موجود نمی‌توانست برآورده شود.
دستگاه‌های تلفن همراه را می‌توان برای ذخیره انواع مختلفی از اطلاعات شخصی مانند مخاطبین، عکس‌ها، تقویم و یادداشت‌ها، پیام‌های اس‌ام‌اس و ام‌ام‌اس استفاده کرد. تلفن‌های هوشمند ممکن است حاوی ویدیو، ایمیل، اطلاعات مرورگر وب، اطلاعات مکان و پیام‌ها و مخاطبین شبکه‌های اجتماعی باشند.
نیاز به علوم قانونی برای ارتباطات سیار به دلایل زیادی وجود دارد که برخی از دلایل برجسته عبارتند از:
- استفاده از تلفن همراه برای ذخیره و انتقال اطلاعات شخصی و شرکتی
- استفاده از تلفن همراه در معاملات آنلاین
- مجریان قانون، مجرمان و دستگاه‌های تلفن همراه

جرم‌یابی دستگاه‌های تلفن‌همراه می‌تواند در سطوح مختلفی چالش‌برانگیز باشد:
- چالش‌هایی در شواهد و مسائل فنی وجود دارد. برای مثال، تجزیه و تحلیل مکانی و پوشش استفاده از تلفن همراه، از نظر علم دقیق نیست. در نتیجه درحالی‌که می‌توان تقریباً منطقه مکانی را که از آن تماس برقرار یا دریافت شده تعیین کرد، اما هنوز نمی‌توان با اطمینان گفت که یک تماس با تلفن همراه از مکانی خاص، برای مثال از آدرسی مشخص گرفته است.
- برای رقابتی ماندن، سازندگان موبایل، شکل تلفن همراه، ساختار سیستم عامل، ذخیره‌سازی داده‌ها، خدمات، تجهیزات جانبی و حتی کانکتورها و کابل‌های پین را تغییر می‌دهند. در نتیجه، کارشناسان جرم‌یابی دستگاه‌های تلفن‌همراه باید از فرایند متفاوتی در مقایسه با علوم قانونی کامپیوتری استفاده کنند.
- ظرفیت ذخیره‌سازی به لطف تقاضا برای دستگاه‌های قدرتمندتر از نوع «مینی کامپیوتر» رو به رشد است.[۱]
- نه تنها انواع داده‌ها، بلکه نحوه استفاده از دستگاه‌های تلفن همراه دائماً تغییر می‌کنند.
- رفتار هایبرنیت که در آن فرایندها زمانی که دستگاه خاموش یا بی‌حرکت است، به حالت تعلیق در می‌آیند اما در همان زمان فعال می‌مانند.

در نتیجه این چالش‌ها، ابزارهای متنوعی برای استخراج شواهد از دستگاه‌های تلفن همراه وجود دارد. هیچ ابزار یا روشی نمی‌تواند تمام شواهد را از همه دستگاه‌ها به‌دست‌آورد؛ بنابراین توصیه می‌شود که کارشناسان قانونی، به‌ویژه آن‌هایی که می‌خواهند به‌عنوان شاهد در دادگاه حاضر شوند، تحت آموزش قرار گیرند تا بفهمند چگونه هر ابزار و روشی شواهد را به‌دست می‌آورد. چگونه استانداردهای را رعایت می‌کنند. و این‌که چگونه الزامات قانونی مانند استاندارد دابرت یا استاندارد فرای را برآورده می‌کند.